# Isaac Toucey
Isaac Toucey (Newtown, 1792. november 15. – Hartford, 1869. július 30.) az Amerikai Egyesült Államok szenátora (Connecticut, 1852–1857).